# Podhradie (Nitra)
Podhradie é um município da Eslováquia, situado no distrito de Topoľčany, na região de Nitra. Tem 30,1 km² de área e sua população em 2018 foi estimada em 285 habitantes.

## Demografia
| Ano:        | 1994 | 2004    | 2014   | 2024   |
| ----------- | ---- | ------- | ------ | ------ |
| Broj ljudi: | 260  | 311     | 292    | 285    |
| Razlika:    |      | +19,61% | -6,10% | -2,39% |

| Ano:               | 2023 | 2024   |
| ------------------ | ---- | ------ |
| Número de pessoas: | 284  | 285    |
| Diferença:         |      | +0,35% |